# Crystal Lakes (Ohio)
Crystal Lakes é um lugar designado pelo censo localizado no condado de Clark no estado estadounidense de Ohio. No Censo de 2010 tinha uma população de 1.483 habitantes e uma densidade populacional de 1.133,84 pessoas por km².

## Geografia
Crystal Lakes encontra-se localizado nas coordenadas 39° 53′ 20″ N, 84° 01′ 28″ O. Segundo a Departamento do Censo dos Estados Unidos, Crystal Lakes tem uma superfície total de 1.31 km², da qual 1.23 km² correspondem a terra firme e (6.14%) 0.08 km² é água.

## Demografia
Segundo o censo de 2010, tinha 1.483 habitantes residindo em Crystal Lakes. A densidade populacional era de 1.133,84 hab./km². Dos 1.483 habitantes, Crystal Lakes estava composto pelo 88.33% brancos, o 0.4% eram afroamericanos, o 0.4% eram amerindios, o 0.2% eram asiáticos, o 0% eram insulares do Pacífico, o 8.7% eram de outras raças e o 1.96% pertenciam a duas ou mais raças. Do total da população o 13.69% eram hispanos ou latinos de qualquer raça.

## Localidades na vizinhança
O diagrama seguinte representa as localidades num raio de 8 km ao redor de Crystal Lakes.